# 尾上卯三郎 (2代目)
二代目 尾上卯三郎（にだいめ おのえ うさぶろう、1860年3月14日（安政7年2月22日） - 1928年（昭和3年）1月16日）は、明治から大正にかけて関西で活躍した歌舞伎役者。俳名に濤昇。屋号は音羽屋。本名は木下 卯三郎（きのした うざぶろう）。
美濃国出身。はじめ力士志望で行司の木村庄之助に弟子入りするが、明治6年（1873年）9月に役者になるため初代尾上卯三郎の門人となり、尾上卯多市を名乗って子供芝居に参加した。明治9年（1876年）4月、師が座元となり舞台活動から引いたのを機に、二代目尾上卯三郎を襲名、養子となった。
関西の舞台で活躍するうち初代中村鴈治郎にその芸を見込まれ一座に加わる。役柄は広く、立ち回りをよくした。門閥外の出だけに、従来の型にはとらわれない、卯三郎独自の型を編み出した。その写実的な芸を民俗学の折口信夫は「脇役としての大きさと自由な技巧が横溢していた」と評した。また新派俳優に影響を与えている。
『天下茶屋仇討』の安達元右衛門が生涯の当たり役だった。